# Willibald von der Goltz
Willibald Freiherr von der Goltz (* 8. August 1829 in Bischofsburg; † 10. Januar 1899 in Potsdam) war ein preußischer Generalmajor.

## Leben

### Herkunft
Willibald war ein Sohn des preußischen Kapitäns Wilhelm von der Goltz (1773–1831) und dessen Ehefrau Karoline, geborene von Woisky (1792–1850) aus dem Hause Basien. Der Generalleutnant Moritz von der Goltz (1820–1881) war sein älterer Bruder.

### Militärkarriere
Goltz besuchte die Stadtschule in seiner Heimatstadt sowie die Kadettenhäuser in Bensberg und Berlin. Am 22. April 1847 wurde er als aggregierter Sekondeleutnant der 2. Artilleriebrigade der Preußischen Armee überweisen. Zur weiteren Ausbildung absolvierte Goltz 1847/49 die Vereinigte Artillerie- und Ingenieurschule und wurde Anfang Oktober 1849 mit der Ernennung zum Artillerieoffizier in die Brigade einrangiert. Nach einer dreimonatigen Kommandierung zur mobilen Kolonne Nr. 11 folgte ab September 1851 eine Verwendung als Adjutant der I. Abteilung. In gleicher Eigenschaft war Goltz ab Juli 1852 bei der Festungsabteilung und absolvierte dann von Oktober 1853 bis September 1856 die Allgemeine Kriegsschule. Als Premierleutnant wurde er im Juni 1858 zur topographischen Abteilung des Großen Generalstabes kommandiert. Bei der Mobilmachung anlässlich des Sardinischen Krieges erhielt Goltz das Kommando der mobilen 3. Munitionskolonne. Unter Beförderung zum Hauptmann erfolgte Ende Juni 1859 seine Versetzung in das 3. Artillerie-Regiment. Von Mai 1860 bis Januar 1862 war er nochmals zur topographischen Abteilung des Großen Generalstabes kommandiert. Anschließend war Goltz Adjutant des Gouvernements Magdeburg, bis er am 23. Oktober 1862 unter Stellung à la suite der 3. Artilleriebrigade gestellt und Lehrer an der Kriegsschule Engers wurde.
Als Kommandeur der 1. 6-pfündigen Batterie nahm Goltz 1866 während des Krieges gegen Österreich an den Schlachten bei Gitschin und Königgrätz. Ausgezeichnet mit dem Kronenorden III. Klasse mit Schwertern wurde er nach dem Friedensschluss Mitte Oktober 1866 zum Kompaniechef im Festungs-Artillerie-Regiment Nr. 2 ernannt. Mit der Beförderung zum Major folgte Mitte Januar 1867 unter Stellung à la suite des Generalstabes der Armee seine Ernennung zum Direktor der Kriegsschule Potsdam. Für die Dauer des mobilen Verhältnisses anlässlich des Krieges gegen Frankreich war Goltz Chef des Stabes der Generaletappeninspektion der 3. Armee. In dieser Eigenschaft nahm er an der Belagerung von Paris sowie dem Gefecht bei Fontaine-la-Rivière teil und erhielt dafür das Eiserne Kreuz II. Klasse. Nach dem Krieg kehrte Goltz zunächst auf seinen Posten an der Kriegsschule zurück, bevor er Mitte August 1871 als Abteilungskommandeur in das Badische Feldartillerie-Regiment Nr. 14 versetzt und am 18. Januar 1872 zum Oberstleutnant befördert wurde. Im Spätsommer war er zur Begleitung des Kronprinzen Friedrich bei der Besichtigung der Süddeutschen Truppen kommandiert. Am 8. Oktober 1872 wurde Goltz zum Kommandeur des Rheinischen Feldartillerie-Regiments Nr. 8 ernannt und Mitte September 1874 zum Oberst befördert. Unter Stellung à la suite seines Regiments ernannte man ihn am 13. März 1877 zum Kommandeur der 1. Feldartillerie-Brigade in Königsberg. In dieser Eigenschaft wurde Goltz am 13. Mai 1880 Generalmajor und am 15. Juni 1882 unter Verleihung des Roten Adlerordens II. Klasse mit Eichenlaub mit Pension zur Disposition gestellt. Am 18. Oktober 1895 zeichnete ihn Wilhelm II. mit dem Stern zum Kronenorden II. Klasse mit Schwertern am Ringe aus.

### Familie
Goltz verheiratete sich am 12. April 1860 in Graudenz mit Cäcilie Freiin von der Osten (1839–1916), Tochter des preußischen Generalleutnants Leo von der Osten gen. Sacken (1811–1895). Die Ehe blieb kinderlos.